# Queimada (Armamar)
Queimada ist eine Gemeinde (Freguesia) im portugiesischen Kreis Armamar. In ihr leben 291 Einwohner (Stand 19. April 2021).